# Fournier RF-4
Pour les articles homonymes, voir Fournier.
Le Fournier RF-4 est un motoplaneur monoplace apte à la voltige aérienne dessiné par René Fournier.

## Fournier RF-4
Adaptation du Fournier RF-3 à la voltige aérienne, la cellule étant sensiblement renforcée pour passer la voltige (facteurs de charge +6/-3 contre +4,4/-1,76 pour le RF-3). Le prototype [F-BMKA] fut construit par Alpavia et effectua son premier vol en 1963, mais trois appareils seulement sortirent de l’usine de Gap. Celle-ci étant trop petite pour répondre à la demande, le distributeur allemand des motoplaneurs Fournier, Sportavia-Putzer GmbH, décida d’assurer la construction des appareils de série, Alpavia conservant la commercialisation.

## Sportavia RF-4D
155 appareils de série (c/n 4004 à 4158) ont été construits par la firme Sportavia entre 1966 et 1970 sous la désignation RF-4D (D pour Deutschland, Allemagne). Cet appareil a été commercialisé dans toute l'Europe, aux États-Unis et même au Japon.
Sur le [N1700] Spirit of Santa Paula Mira Slovak, pilote de Continental Airlines, décolla de Bonn, en Allemagne le 7 mai 1968. Il gagna par étapes Reykjavik, Kulusuk au Groenland, Cape Dyer au Canada, Québec, et Santa Paula, près de Santa Monica, en Californie. Malheureusement l’appareil a été plaqué au sol par un rabattant peu avant l’atterrissage, mais la performance est remarquable. Cet appareil est conservé au Museum of Flight de Seattle. Mira Slovak effectuera le trajet inverse sur un autre RF-4 l'année suivante.

## Sportavia SFS 31 Milan
Le 8 janvier 1969 Sportavia a fait voler un prototype [D-KORO] associant le fuselage d’un RF-4 avec l’aile du planeur Scheibe SF-27M. 12 exemplaires ont été construits (c/n 6601/6612).

## Fournier RF-7
Version du RF-4D spécifiquement destinée à la voltige aérienne. L'envergure était réduite à 9,54 m et l’empennage modifié, avec un moteur plus puissant, un Limbach 1700 D (en) de 68 ch. Le prototype a effectué son premier vol le 5 mars 1970 et vole toujours en Grande-Bretagne en 2007. Deux autres exemplaires ont été réalisés en CNRA par des constructeurs amateurs.

## Pour approfondir